# Nordische Widerstandsbewegung

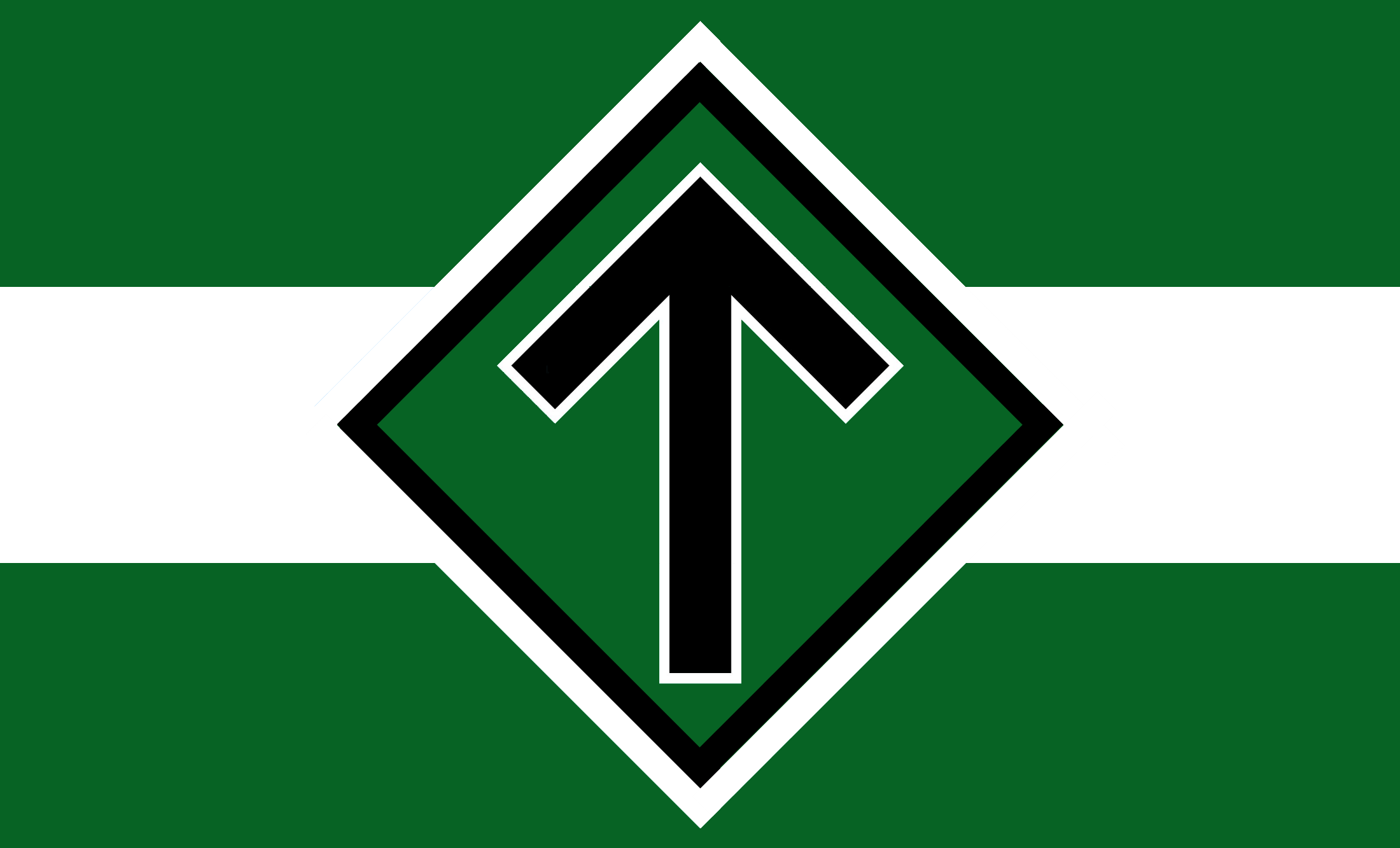
Flagge der Nordischen Widerstandsbewegung mit Tiwaz-Rune

Als „Nordische Widerstandsbewegung“ (engl. Nordic Resistance Movement, abgekürzt NMR nach dem schwedischen Namen) bezeichnet sich seit 2015 ein 1997 entstandener Verbund neonazistischer Gruppen in Skandinavien. Zweigorganisationen bestehen in Schweden (Nordiska motståndsrörelsen), Norwegen (Nordiske motstandsbevegelsen), Finnland (Pohjoismainen Vastarintaliike), Dänemark (Den nordiske modstandsbevægelse) und Island (Norræna mótstöðuhreyfingin). Ihr Ziel ist die Gründung einer Nordischen Republik in ganz Nordeuropa durch einen nordischen „Freiheitskrieg“. 
Der Verbund wird wegen der erklärten Gewaltbereitschaft vieler Mitglieder, regelmäßig abgehaltenen Übungen im Umgang mit Schusswaffen, Anschlägen und Anschlagsversuchen als rechtsterroristische Vereinigung eingestuft. Der Terrorismusforscher Magnus Ranstorp sieht als Ziel des Verbunds, einen Rassenkrieg anzufangen und seine Gewaltideologie zu verbreiten. Er empfiehlt ein Verbot der Organisation.

## Schweden

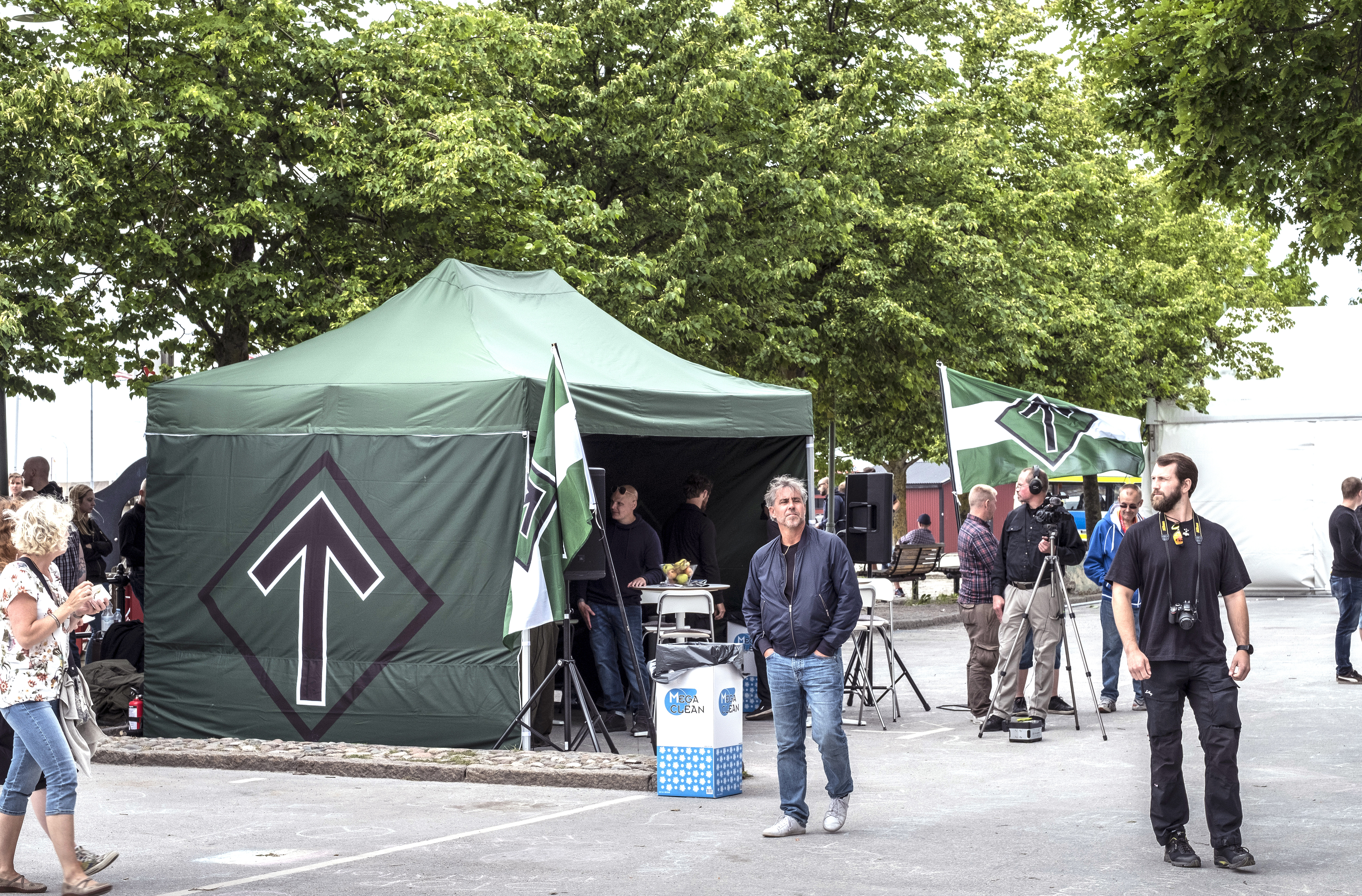
Infostand im Juli 2017 in Visby, Gotland

### Svenska Motståndsrörelsen(ab 1997)
In Schweden gab der Neonazi Klas Lund im Dezember 1997 in der von ihm geleiteten Zeitung Folktribunen die Gründung der Partei Svenska Motståndsrörelsen (SMR; „Schwedische Widerstandsbewegung“) bekannt. Lund kam aus der militanten Skinhead-Szene und hatte 1986 mit anderen Skinheads einen Mann erschlagen, der von ihnen bedrohten Migranten zu Hilfe geeilt war. Er wurde wegen Mordes zu acht Jahren Haft verurteilt, von denen er zwei verbüßte. Danach gründete er das Netzwerk Vitt Ariskt Motstånd (VAM; „weißer arischer Widerstand“). Es hatte einen revolutionären Anspruch, war inspiriert von den bei Neonazis beliebten Terrorschriften The Turner Diaries und Hunter von William Luther Pierce und sah die rechtsextreme Terrorgruppe The Order aus den USA als Vorbild. Um ihren angestrebten revolutionären Aufstand zu finanzieren, verübten Lund und seine Gruppe mehrere Raubüberfälle auf Banken. Lund wurde dafür zu sechs Jahren Haft verurteilt. In dieser Zeit verabschiedete er sich vom bisher verfolgten losen Konzept Führerloser Widerstand und bevorzugte nun eine streng hierarchische Organisationsform mit dem langfristigen Ziel, die Bevölkerung durch stetige Propaganda und Straßenaktivismus zu radikalisieren und für eine allgemeine Revolution der „weißen Rasse“ zu gewinnen. Dazu gründete er die Zeitung Folktribunen, die ab 1997 zum Publikationsorgan seiner Partei wurde.
Lund leitete die Gruppe als Führer, dessen Befehle nicht hinterfragt werden durften. Er gab strenge Regeln auch für das Alltagsverhalten vor. Die Mitglieder stammen vielfach aus der 1995 gegründeten, 2006 aufgelösten Nationalen Jugend und der VAM. Kern ihrer Ideologie ist die antisemitische Verschwörungstheorie eines angeblichen Weltjudentums und angeblich schädlicher Einflüsse „der Juden“ auf die schwedische Gesellschaft und die Welt. Hinzu kommt eine auf Rassismus beruhende Abwertung aller Menschen, die nicht dem eigenen Rassenideal des „Ariers“ entsprechen. Die SMR versteht sich laut ihrer Mitgliederzeitung Budkavlen als Spitze und Antreiber einer revolutionären Widerstandsbewegung. Sie setzt im Straßenkampf auf kompromisslose Gewalt und verlangt von ihren Anhängern, Gegner zuerst und mit voller Wucht zu schlagen, im Falle ihrer Flucht zu verfolgen und weiter zu verletzen. Lund rief die Mitglieder auf, sich zu bewaffnen.
Neonazis, die später SMR beitraten, ermordeten 1999 den Gewerkschaftsführer Björn Söderberg und raubten Waffen aus der schwedischen Armee. Nach einer Untersuchung der NGO Expo Anfang 2014 waren im Jahr 2013 von 119 SMR-Aktivisten 65 vorbestraft, davon 51 % wegen Gewalttaten wie Mord, Totschlag oder Körperverletzung, 49 % wegen Waffendelikten und 17 % wegen Aufforderung zum Rassenhass. Im Dezember 2013 griffen rund 30 bewaffnete SMR-Mitglieder im Stockholmer Stadtteil Kärrtorp Besucher eines antirassistischen Festes an, darunter Frauen mit Kleinkindern. Viele der Angreifer erhielten dafür Haftstrafen. Die SMR gilt wegen ihrer Straftatenbilanz als die gewalttätigste Neonazigruppe Schwedens.
Die SMR vertrat zuerst verdeckt, seit 2006 offen die Ideologie des Nationalsozialismus und strebt eine allgemeine Revolution an, die einen „nordischen Staat“ für die „nordische Rasse“ schaffen soll, vor allem durch außerparlamentarischen Kampf. Sie ist im Neonazispektrum vergleichsweise straff organisiert und hat strenge Aufnahmekriterien: Vollmitglieder müssen sich ganz der Organisation und ihrem alltäglichen Kampf widmen. Die SMR setzt nicht auf rasches Wachstum, sondern auf voll engagierte, aktionsbereite, ideologisch gefestigte Antisemiten und Rassisten als Mitglieder. Im Jahr 2001 spaltete sich die SMR an Fragen zu „Rasse“, Juden, Strategie und Aktionsmethoden. Ein Teil wechselte zur neugegründeten Partei Nationaldemokraterna (Nationaldemokraten), die stärker intellektuelle Aktivitäten (Metapolitik wie die Neue Rechte) einbezog und sich später der Identitären Bewegung annäherte. Die SMR dagegen versuchte sich gemäß ihrem transnationalen Ziel auf andere skandinavische Staaten auszudehnen.

### Nordiska Motståndsrörelsen(ab 2015)
Im Herbst 2015 zog sich Gründer und Anführer Klas Lund aus der Gruppe zurück und wurde zunächst durch ein Vierergremium ersetzt. Ab Dezember 2015 trat Simon Lindberg als neuer Anführer hervor. Unter ihm benannte sich die SMR in Nordiska Motståndsrörelsen (NMR) um. Lindberg war zuvor in der Nationalsocialistisk front (NSF) und deren Nachfolgeorganisation Folkfronten (später umbenannt zur Svenskarnas parti) aktiv. Ein weiteres bekanntes Mitglied ist Magnus Söderman, gegen den Russland im Mai 2015 ein Einreiseverbot verhängt hat.
Bis 2015 waren die Aktivitäten von NMR meist auf Propaganda, interne Schulung und Kampftraining begrenzt geblieben. Ab 2015 veranstaltete die Gruppe, verstärkt um Bewerber und Anhänger, viele größere und kleinere Kundgebungen und Aufmärsche mit Uniformen, Schilden, Flaggen und Bannern. Dazu suchten sie sich besonders provozierende Anlässe aus. Sie griffen LGBT-Paraden gewaltsam an, demonstrierten jährlich am 1. Mai während der Almedalen-Woche auf der Insel Gotland und am Jom Kippur 2017 in Göteborg vor zehntausenden Gegendemonstranten. Im November 2016 verübten drei Männer aus dem NMR-Umfeld in Göteborg einen Bombenanschlag auf ein Lokal sowie im Januar 2017 auf zwei Heime von Asylbewerbern. Ob sie auf Befehl der Gruppe oder allein handelten, blieb in ihrem Strafprozess ungeklärt. Die Anschläge erfolgten im Kontext eines enormen Anstiegs von Brandanschlägen auf solche Einrichtungen ab 2015. Die Täter wurden durch DNA-Spuren auf Fragmenten des Sprengkörpers gefunden. Anklage wurde gegen den Anführer der Göteborger Zelle erhoben, Viktor Melin, und gegen zwei weitere NMR-Mitglieder, Anton Thulin und Jimmy Jonasson. Kurz vor dem Anschlag waren die Männer nach Russland gereist, um dort mit einer russischen paramilitärischen Einheit zu trainieren, die zuvor auf russischer Seite im Krieg in der Ukraine seit 2014 gekämpft hatte. Gerichtsunterlagen zeigen, dass Melin und Thulin am paramilitärischen Programm „Partisan“ in Sankt Petersburg teilnahmen, das von der Russischen Reichsbewegung (RID) organisiert wird. Zur RID pflegt die NMR seit Jahren Kontakte. Auf der vk.com-Seite der RID wurden Bilder von Melin und Thulin veröffentlicht, auf denen die beiden Männer bewaffnet posieren. Bei einer Razzia in Melins Wohnung wurden Notizen in russischer Sprache zu Bomben und Waffen beschlagnahmt. Der verwendete Sprengstoff war identisch mit den Sprengkörpern, die im November 2016 bei einem Angriff auf eine linke Organisation und im Januar 2017 bei einem Anschlag auf eine andere Flüchtlingsunterkunft eingesetzt wurden. Laut der Staatsanwaltschaft war das paramilitärische Training in Russland der entscheidende Schritt bei der Radikalisierung der Täter: Dort hätten sie gelernt, Bomben herzustellen. Im Juli 2017 wurden sie zu anderthalb bis achteinhalb Jahren Haft verurteilt.

#### Wahlergebnisse
| Jahr | Wahl                | Stimmen | %      | Sitze |
| ---- | ------------------- | ------- | ------ | ----- |
| 2018 | Reichstagswahl 2018 | 2.106   | 0,03 % | 0/349 |
| 2019 | Europawahl 2019     | 644 1   | 0,00 % | 0/20  |
| 2022 | Reichstagswahl 2022 | 847     | 0,01 % | 0/349 |

## Norwegen
Im Jahr 2003 bildete die schwedische SMR aus früheren Mitgliedern der norwegischen Skinheadgruppe Boot Boys („Stiefeljungen“) einen ersten Ableger in Norwegen. Zugleich benannte sie ihre Zeitung in Nationell Motsånd um, eröffnete deren norwegische Fassung Nasjonal Motstand und die Webseite Patriot.nu. Weil zwei Boot Boys im Jahr 2001 Benjamin Hermansen ermordet, andere Banküberfälle begangen hatten, mussten die Anführer mehrjährige Haftstrafen verbüßen. Danach fanden sich in Norwegen kaum Rekruten für die Gruppe. Diese blieb auf Oslo und Kristiansand begrenzt und stellte ihre Aktivitäten bald ein.
2010 trat Haakon Forwald der schwedischen SMR als zunächst einziges norwegisches Mitglied bei und versuchte dann, die inaktive Teilgruppe in Norwegen wiederzubeleben.
Bald darauf erschien die Webseite Nordfront als norwegische Version der SMR-Webseite. Sie übernahm und übersetzte anfangs hauptsächlich deren Artikel, veröffentlichte allmählich aber auch Berichte über eigene Aktivitäten, vor allem über nächtliche Aufkleber-Aktionen. Ab 2016 nahmen die öffentlichen Auftritte der Gruppe stark zu. Darunter war eine große Kundgebung im Juli 2017 in Kristiansand. Seit 2015 erweiterte auch die schwedische Stammgruppe unter ihrem neuen Anführer ihre Aktivitäten.

## Finnland
Im Jahr 2008 gründete Esa Henrik Holappa in Finnland einen Zweig der schwedischen SMR namens Suomen vastarintaliike. Nach seinen Angaben war der US-Amerikaner Richard Scutari sein Vorbild. Dieser war 1989 als Beteiligter an Terroranschlägen der Gruppe The Order zu 60 Jahren Haft verurteilt worden. Er behielt in der Haft seinen Einfluss in der White-Power-Bewegung. Holappa begann als 17-Jähriger einen Briefwechsel mit ihm und publizierte diesen mit dem schwedischen SMR-Mitglied Magnus Söderman zusammen als Buch. Nach ihren Angaben brachte Scutari Holappa mit Söderman in Kontakt und wies ihn zur Gründung des finnischen Ablegers der SMR an.
Dieser wird auf weniger als 100 Mitglieder geschätzt, scheint aber zu wachsen und ist derzeit in mindestens fünf Städten Finnlands aktiv. Einige kamen aus der 2010 gegründeten und inzwischen aufgelösten neofaschistischen Gruppe Musta Sydän („Schwarzes Herz“). Diese wiederum war verbunden mit der CasaPound Italia, den Identitären, der rechtsextremen Kampfsportgruppe White Rex in Russland und vielen anderen neofaschistischen Gruppen.
Später trennte sich die SMR von Holappa und bannte ihn als Aussteiger und Verräter. 2018 verbot das Verfassungsgericht Finnlands den finnischen Zweig der SMR.
Mitglieder der Organisation haben wiederholt im Rahmen ihrer Aufmärsche politische Gegner körperlich angegriffen. Am 10. September 2016 wurde Jimi Karttunen von Mitgliedern der Gruppierung im Rahmen einer Demonstration angegriffen. Er starb am 16. September desselben Jahres im Krankenhaus. Am 7. Oktober 2016 fand ein Solidaritätskonzert für das an der Tat beteiligte und zum Zeitpunkt des Konzerts verhaftete Suomen-vastarintaliike-Mitglied Jesse Eppu Torniainen mit den Rechtsrock- und NSBM-Bands Mistreat, Goatmoon, Civic Duty, Marder, Vapaudenristi und Liittoneuvosto statt.
Mitglieder des finnischen Zweigs der nordischen Widerstandsbewegung sind auch als Mitglieder der RAC-Band Pagan Skull (Paavo Laitinen) und Herausgeber des rechtsextremen Fanzines Ukonvasama (Pauli Kaila, ehemaliger Gruppenführer in Turku) in Erscheinung getreten.
2019 versuchte die verbotene finnische Gruppe, wie im Vorjahr am Unabhängigkeitstag Finnlands (6. Dezember) in Helsinki zu demonstrieren. Dazu hatte sie sich in Bewegung für Freiheit umbenannt. Die Polizei verbot die Kundgebung zwei Tage vorher.

## Dänemark
In Dänemark versuchte ein früheres Mitglied der Nationalsocialistiske Bevægelse (DNSB) 2013 erstmals einen Ableger der SMR zu gründen. Außer einigen Aufkleber-Aktionen nahe der schwedischen Grenze blieb die Gruppe inaktiv. Dies lag eventuell an der damaligen Stärke der rechtsnationalen Parteien Danmarks Nationale Front (DNF) und Danskernes Parti (DP). Nach deren Niedergang wurde eine dänische Teilgruppe der SMR 2017 neu gegründet. Sie nahm frühere DNSB-Mitglieder und Mitglieder der aufgelösten DP auf und bildet den bislang jüngsten Zweig des skandinavischen NMR-Netzwerks. Ihre Gründung wird auch auf eine Abnahme der traditionell starken dänischen Antifa zurückgeführt.

## Spaltung
2019 verließ eine Gruppe um den SMR-Gründer Klas Lund und den Norweger Haakon Forwald ihre NMR-Teilgruppen in Schweden und Norwegen. Als Gründe gaben sie interne Konflikte um Strategie an, vor allem um die Frage, ob man weiter herkömmliche Massenkundgebungen als politische Partei organisieren oder sich stärker wie früher auf Untergrundtätigkeit verlegen sollte. Die Aussteiger bildeten die neue Gruppe Nordisk Styrke („Nordische Kraft“). Ob sie in dauerhafte Konkurrenz zu NMR treten kann, ist noch nicht abzusehen.